# Vincenzo Casamassima
Vincenzo Casamassima (Castellaneta, 21 giugno 1946) è un ex arbitro di pallacanestro italiano.
Ha diretto in Serie A per 18 anni dal 1975 al 1993; dal 1979 è divenuto arbitro internazionale FIBA.
Ad oggi risulta tesserato con la qualifica di Arbitro Benemerito d'Eccellenza.
È uno dei tre arbitri della sezione di Como ad aver raggiunto la massima serie del campionato italiano di pallacanestro, insieme a Luca Righetto e Paolo Longhi.